# Fitch Ratings
Fitch Ratings Ltd. és una agència d'avaluació de crèdit internacional. Les seves principals empreses d'avaluació financera concurrents són Standard & Poor's (S&P) i Moody's.
Va ser fundada per John Knowles Fitch el 24 de desembre de 1913 a Nova York sota el nom de Fitch Publishing Company. Es va fusionar amb la societat IBCA Limited, de Londres, el desembre de 1997, passant així a estar controlada pel holding francès Fimalac. El 2000, adquirí les societats Duff & Phelps Credit Rating Co. (de Chicago) i Thomson BankWatch.

## Qualificació del crèdit a llarg termini
Fitch Ratings utilitza una classificació molt propera a la de S&P. A més de les qualificacions que figuren a sota també utilitza les intermèdies amb els signes «+» i «–», per exemple : BBB+, BBB-.
Categoria d'inversió
- AAA : la millor qualitat
- AA : forquilla alta
- A : qualificació superior - però que la seva qualitat pot estar influenciada per la situació econòmica
- BBB : nota mitjana, satisfactòria

Categoria especulativa
- BB : forquilla alta - elements especulatius
- B : nota especulativa mitjana - la situació financera pot variar
- CCC : vulnerable
- CC : obligació molt especulativa d'alt risc
- C : molt vulnerable
- D : suspensió de pagaments, Fitch estima que la major part o la totalitat de les obligacions restaran impagades
- NR : no qualificada (not rated)